# Ваше общественное телевидение!
«Ваше общественное телевидение!» — российский региональный телеканал. Преемник первого ночного канала в Санкт-Петербурге «Синие страницы. Ночной разговор с Алексеем Лушниковым». Все программы выходят только в прямом эфире. Формат телеканала Алексей Лушников называет «телевизионным радио»: по его мнению, главное на современном телеэкране — живое слово. Согласно замыслу автора, телеканал является частью проекта «Синие страницы России», также включающего в себя «Национальную энциклопедию личностей» и портретную галерею под маркой «Galeries Lushnikov».
3 июня 2014 года канал прекратил вещание из-за задолженности по зарплате сотрудникам и долгов перед партнёрами. Как пояснил создатель телеканала Алексей Лушников, неназванный постоянный спонсор проекта прекратил финансовую поддержку телеканала.

## История
Телеканал был основан телепродюсером Алексеем Лушниковым. Первый эфир — 1 октября 2007 года. Выходил в петербургский эфир с 2007 по 2009 г. Каждую неделю «ВОТ!» выдавал больше 60 различных программ. Деятельность редакции телеканала была отмечена наградами органов власти Санкт-Петербурга и Ленинградской области.
Одной из главных особенностей «ВОТ!» была его интерактивность. Участниками подавляющего числа передач, помимо ведущих и гостей в студии, были зрители. Они имели возможность звонить в прямой эфир, задавать вопросы, высказывать своё мнение с помощью SMS и разного рода голосований. Каждую неделю телефоны «ВОТ!» принимали больше 5 тысяч звонков и смс-ок от зрителей. Телеканал вновь открыт 15 апреля 2011.

## Концепция
Те же принципы легли в основу обновленной версии «ВОТ!»: в отличие от «больших» федеральных телеканалов, здесь по-прежнему ведётся постоянный активный диалог с людьми «по ту сторону экрана». Общение со зрителем, обсуждение его проблем и ответы на его вопросы стоят во главе угла.
В числе обозначенных руководством канала задач значатся: информирование мыслящей части граждан обо всех общественно-политических процессах, происходящих в стране, фиксация новых тенденций, анализ их происхождения, выработка методов решения возникающих проблем, политликбез (разъяснение основных терминов, понятий, изучение исторического опыта России и других развитых стран), поиск новых лидеров, создание дискуссионной площадки для представителей здоровых и конструктивных сил общества, изучение общественного мнения, современных идеологических и философских течений.
Обновленный «ВОТ!» — первый и единственный в стране специализированный медиа-ресурс, выстроенный в диалоговом режиме с акцентом на политический контент (политические процессы в обществе, политическая информация, дебаты в прямом эфире, лица современной российской политики, рейтинги, опросы, ток-шоу).
«Мы, возможно, единственный телеканал, где нет так называемых стоп-листов (списков персон, присутствие которых в эфире нежелательно). Будучи сам включён в такие стоп-листы на многих телеканалах, я хорошо знаю, что это такое, и считаю их проявлением трусости и пошлости со стороны телевизионных начальников. Конечно, это не значит, что гостями нашей студии сможет стать абсолютно любой желающий, мы будем бороться за интересных собеседников. Но выбор гостей для наших программ ни в коей мере не будет связан с какими-либо политическими установками. У нас смогут высказываться люди, придерживающиеся любых взглядов, исключая разве что экстремистов, — взгляды и действия которых идут вразрез с действующим законодательством».Алексей Лушников, интервью газете «Мой район»

## Вещание
В 2007—2009 гг. телеканал ВОТ! вещал ежедневно и круглосуточно на кабельной частоте 431,25 МГц (номер частотного канала — СК36) и был доступен для всех абонентов санкт-петербургского кабельного телевидения («ТКТ»), а также зрителей эфирного телевизионного пакета «Твоё ТВ».
После возобновления вещания 15 апреля 2011 г. канал занял в Санкт-Петербурге частоту 686,85 МГц, что соответствует номеру частотного канала — СК48. Трансляция в интернете велась через Yatv.ru на сайте телеканала и в «живом журнале» Алексея Лушникова.

## Цифры
С 1 октября 2007 года по 20 июля 2008 года в эфире телеканала «ВОТ!» побывало 2444 гостя.

## Ведущие
| - Алексей Лушников («Особый взгляд», «Синие страницы», «Синие страницы. 10 лет назад», «Вольные каменщики», «Откровенный разговор») - Александр Алексеев («Форум», «Супер Детки», «Дом Дружбы») - Светлана Алексеева («Буквоед») - Сергей Алфимов («Фото формат») - Мария Андреева («Наследники») - Владимир Антипенко («Театр поэтов») - Артём Анчуков («Огни большого города») - Елена Бабич («В гостях у Елены Бабич»), депутат Законодательного Собрания Санкт-Петербурга IV созыва - Александр Беззубцев-Кондаков («Текст в большом городе») - Наталья Бовкун («Лица города») - Тимур Уполовников («Ride лиц со страниц») - Антон Борода («Ride лиц со страниц») - Антон Сидоров («В конце веков», «Особый взгляд», «Форум») - отец Вадим («Час православия») - Данил Вачегин («Парадигма») - Дмитрий Витушкин («Петербург до Петербурга») - Всеволод Вишневский («Петербургское качество») - Вадим Высоцкий («Вторая природа») - Лариса Габитова («В сиянии рамп») - Нана Гвичия («Планета») - Владислав Лавров («Грезы»), художник, советник гос.гражданской службы РФ - Евгения Глюкк («Rock n' Roll Глюкк», «Детский Глюкк») - Елена Горбунова («1000 счастливых историй») - Дмитрий Грызлов («Территория свободы», «Полицейская академия»), глава Молодёжного совета Санкт-Петербурга - Елена Гудкова («Барды on-line») - Алексей Гурьнев («Окружающая среда») - Александр Гущин - Лариса Дмитриева («Историограф») - Николай Донсков («Двойное дно») - Игорь Драка («Драку заказывали?», «На ночь глядя») - Ольга Древаль (Актуальный час) - Наталья Дроздова («Зелёная среда») - Юлий Дымшищ («За школу без фальши») - Наталья Евдокимова («Социум»), советник председателя Совета Федерации ФС РФ, депутат Законодательного Собрания Санкт-Петербурга I—III созывов - Олег Жеребцов («Время действий») - Валентин Занин, лауреат Государственной премии Российской Федерации, действительный член Российской Инженерной академии - Пётр Кожевников («Первая любовь») - Виктор Корецкий («Донкихоты») - Иван Корнеев, вице-президент Европейско-азиатской региональной Ассоциации зоопарков и аквариумов, бывший директор Ленинградского зоопарка - Алексей Краев («Честь имею!») - Игорь Курдин («Кают-компания») - Анастасия Курёхина («Телемеханика»), президент Благотворительного фонда Сергея Курёхина, продюсер и арт-директор ежегодного Международного фестиваля SKIF, художественный руководитель Центра современного искусства - Анатолий Кутузов («Образование и бизнес», «Время действий») - Кирилл Лёвкин («Звёздный лёд») - Владимир Леншин («Точка с запятой») - Владислава Малаховская («Беседы о музыке») - Александр Малькевич - Дмитрий Медведев («Здоровье: от А до Я») - Константин Мелихан («Клуб джентльменов») - Владимир Мукусев («Yellow submarine»), журналист, один из создателей ТВ-программы «Взгляд», профессор Санкт-Петербургского государственного Университета кино и телевидения | - Галина Мурзакаева («ЖКХ mix») - Анастасия Мурзич («Глаза в глаза») - Олег Никулин («Войсковая часть») - Юрий Новолодский («Правовая среда») - Виктор Орлов («Полдень с Виктором Орловым») - Андрей Осипов («Городское пространство») - Павел Панов («Форум») - Борис Подопригора («Восточный экспресс») - Николай Поздеев («Отражение»), заслуженный артист России, известный актёр и ведущий - Сергей Полторак («Петербург: минувшая жизнь») - Ольга Радиевская («Качество жизни») - Евгений Раевский («Портреты») - Елена Решетова («Дом моделей») - Елена Самойлова («Форум») - Михаил Сербин («Ваше право») - Ирина Смолина («Огни большого города», «Светские персоны»), вице-президент межрегиональной общественной организации «Ассоциация "Женщины и бизнес"», заслуженная артистка России - Анна Соловьёва («Большой талант») - Ольга Старовойтова, президент Фонда Галины Старовойтовой - Андрей Столяров («Большой кризис») - Александр Сунгуров, президент Санкт-Петербургского гуманитарно-политологического центра «Стратегия», член Совета по содействию развитию гражданских структур и прав человека при Президенте Российской Федерации - Ирина Тайманова («Искусство жить») - Григорий Танхилевский («Правовая среда», «Форум», «Ресторанная культура», «Фокус ночи») - Дмитрий Травин, научный руководитель Центра исследований модернизации Европейского университета в Санкт-Петербурге, писатель, публицист - Алексей Третьяков («Дело») - Анатолий Тукиш («Второй план»), заслуженный артист России, певец, солист Санкт-Петербургского Мюзик-холла, президент Санкт-Петербургского фонда Сергея Есенина - Денис Усов («Интеграция») - Андрей Финкельштейн («Теория вероятности»), директор Института прикладной астрономии Российской Академии наук (РАН), член-корреспондент РАН - Владимир Фунтусов-Нечкин («Театр сегодня и завтра») - Рудольф Фурманов («Точка отчета») - Георгий Фурсей, вице-президент Российской Академии естественных наук (РАЕН), вице-президент Международной лиги защиты культуры, академик РАН - Салават Хайдаров («Форум») - Олег Харченко («Урбанизация»), известный петербургский архитектор, Главный архитектор Санкт-Петербурга в 1991—2004 гг. - Митя Харшак («Проектор») - Александр Холодов («Автограф»,«Автограф» на YouTube «Pro — авто») - Нина Цуварёва («Сады мира») - Дмитрий Шагин («Митьки идут»), художник, идеолог арт-движения «Митьки» - Игорь Шимко («Невская гармонь») - Алексей Шустов («Власть XXI», «Час истории») - Николай Якимчук («Царскосельские встречи») - Ирина Яшина («Маленькая страна») - Денис Цаплинд («Диагноз: футбол») |

## Содержание
- Выборы[73]
- Гибель теплохода „Булгария”
- Памяти Юрия Кукина[74]
- Авиакатастрофа в Карелии
- Двойной теракт в Норвегии
- Отставка Валентины Матвиенко

### Политика
- Болдырев, Юрий Юрьевич, Экс-зампред Счётной палаты РФ, экономист, публицист (эфир 2011.05.18, часть 1, часть 2, часть 3)[75]
- Велихов, Евгений Павлович, Секретарь Общественной палаты РФ, президент Российского научного центра «Курчатовский институт», академик РАН
- Дугин, Александр Гельевич, Политолог, публицист, ректор «Нового Университета» (Москва), лидер Международного Евразийского Движения
- Джемаль, Гейдар Джахидович, Философ, политолог, общественный деятель, председатель Исламского комитета России
- Зюганов, Геннадий Андреевич, Председатель ЦК КПРФ[75][76]
- Маутэр, Евгений Владимирович, Председатель РО партии «Правое дело»[77]
- Милов, Владимир Станиславович, Председатель российского общественного объединения «Демократический выбор» (эфир 2011.06.29)[74]
- Миронов, Сергей Михайлович, Председатель Совета Федерации ФС РФ (эфир 2011.09.10, эфир 2011.07.18, эфир 2011.06.23, эфир 2011.05.20, эфир 2011.05.17)[74][75][78][79]
- Нилов, Олег Анатольевич, Руководитель фракции «Справедливая Россия» в ЗакСе СПб[74][75][80].
- Хинштейн, Александр Евсеевич, Депутат Государственной Думы ФС РФ IV и V созывов, журналист
- Шандыбин, Василий Иванович, Депутат Государственной Думы ФС РФ II-III созывов
- Явлинский, Григорий Алексеевич, Руководитель партии «Яблоко»[75][81]

### Государственная служба
- Викторов, Александр Павлович, Председатель Комитета по градостроительству и архитектуре Санкт-Петербурга
- Викторов, А. Д., Председатель Комитета по науке и высшей школе Санкт-Петербурга в 2001-2008 гг.
- Вихарев, Г. В., Начальник Управления садово-паркового хозяйства Санкт-Петербурга
- Гнетов, А. В., Председатель Санкт-Петербургской избирательной комиссии
- Иванова, О. В., Председатель Комитета по образованию Санкт-Петербурга
- Колосова, Г. В., Заместитель председателя Комитета по труду и социальной защите населения Санкт-Петербурга
- Осеевский, Михаил Эдуардович, Вице-губернатор Санкт-Петербурга
- Петухов, В. Г., Начальник ГУВД Санкт-Петербурга и Ленинградской области в 1999-2002 гг.

### Федеральная служба
- Буряк, Ю. Н., Начальник Управления Федеральной миграционной службы по Санкт-Петербургу и Ленинградской области
- Гришкевич, Н. П., Управляющий Отделением Пенсионного Фонда РФ по Санкт-Петербургу и Ленинградской области
- Громов, О. Ю., Начальник Управления Федеральной службы по ветеринарному и фитосанитарному надзору по Санкт-Петербургу и Ленинградской области
- Епифанова, В. Н., Председатель Санкт-Петербургского городского суда
- Степченко, В. В., Начальник отдела информации и общественных связей ГУВД Санкт-Петербурга и Ленинградской области
- Тимохин, К. М., Заместитель начальника Балтийской таможни

### Бизнес
- Задорнов, Михаил Михайлович, Президент – председатель Правления Банка «ВТБ 24», министр финансов Российской Федерации в 1997-1999 гг., депутат Государственной Думы ФС РФ I-IV созывов
- Заренков, В. А., Председатель Совета директоров ЗАО «Управляющая компания – Строительный холдинг «Эталон-ЛенСпецСМУ» (эфир 2011.09.19)[75]
- Корнеев, С. Е., Руководитель Северо-Западного регионального отделения Российского союза туристической индустрии (РСТ)
- Костюнин, А. В., Председатель Совета директоров Стратегического предприятия России – ОАО «Судостроительный завод «Авангард» (Карелия)
- Тиньков, Олег Юрьевич, Председатель совета директоров Банка «Тинькофф – кредитные системы», создатель брэндов «Тинькофф», «Дарья» и «Техношок»
- Федоров, С. В., Председатель Общественного Совета по развитию малого предпринимательства при губернаторе Санкт-Петербурга
- Чубатюк, Л. Н., Вице-президент Всемирной Ассоциации женщин-предпринимателей (FCEM)

### Общество
- Бадмаев, Б. Б., Настоятель Санкт-Петербургского Дацана (глава Буддийской общины Санкт-Петербурга)
- Вассерман, Анатолий Александрович, Украинский журналист, политический консультант. Известен как многократный победитель интеллектуальных телеигр (эфир 2011.07.01)[74]
- Горожанко, Ф.К., Гражданский активист, создатель проекта «Заливает.СПб»
- Грубарг, М. Д., Председатель еврейской общины СПб[82].
- Друзь, Александр Абрамович, Магистр игры «Что? Где? Когда?» (эфир 2011.06.08)[74]
- Квачков, Владимир Васильевич, Полковник ГРУ Министерства обороны РФ в отставке, известный российский общественный деятель, главный обвиняемый по «делу о покушении на А.Б. Чубайса»
- Курдин, Игорь, Председатель клуба подводников (эфир 2011.07.11)
- Линтер, Д. С. , Лидер общественного движения «Ночной дозор» (Эстония), организатор акций протеста против переноса Бронзового Солдата в Таллине
- Новолодский, Юрий (эфир 2011.04.21)
- Пиотровский, Михаил Борисович, Директор Государственного Эрмитажа
- Полякова, Э. М., Сопредседатель общественной организации «Солдатские матери Петербурга»
- Чаплин, Всеволод Анатольевич, Заместитель председателя отдела внешних церковных связей Московского Патриархата
- Шагин, Дмитрий Владимирович, Лидер творческого движения «Митьки», художник
- Этманов, Алексей Владимирович, Председатель профсоюзной организации ЗАО «Форд Мотор компани», один из лидеров забастовочного движения Санкт-Петербурга и Ленинградской области[83]

### СМИ
- Годлевский, П. Г., Генеральный директор газеты «Известия» (Москва)
- Константинов, Андрей Дмитриевич, Председатель Союза журналистов Санкт-Петербурга и Ленинградской области, писатель (эфир 2011.05.17)[75]
- Коцюбинский, Даниил Александрович, Публицист, заместитель главного редактора газеты «Дело», правозащитник (эфир 2011.09.14, эфир 2011.07.25, эфир 2011.06.06)[75]
- Мукусев, Владимир Викторович, Политолог, журналист, один из создателей телекомпании «ВИД» и программы «Взгляд»[75][84][85]
- Набутов, Кирилл Викторович, Спортивный комментатор и телеведущий

### Образование
- Бабурин, Сергей Николаевич, Ректор Российского государственного Торгово-экономического университета (РГТЭУ), заместитель председателя Государственной Думы ФС РФ II и IV созывов
- Бордовский, Геннадий Алексеевич, Ректор Российского государственного педагогического университета (РГПУ) им. А.И. Герцена
- Вербицкая, Людмила Алексеевна, Президент Санкт-Петербургского государственного университета (СПбГУ), ректор СПбГУ в 1994-2008 гг.
- Гущин, Д. Д., Победитель конкурса «Учитель года России 2007»
- Ипатов, Олег Сергеевич, Ректор Балтийского Государственного Технического Университета «Военмех»
- Карлин Лев Николаевич, Ректор Российского Государственного Гидрометеорологического Университета
- Лурье, Лев Яковлевич, Журналист, четырёхкратный победитель конкурса петербургских журналистов «Золотое перо» эфир 2011.09.16)[75]

### Наука
- Гринберг, Руслан Семёнович, Директор Института экономики РАН
- Данилов-Данильян, Виктор Иванович, Директор Института водных проблем РАН
- Еркулов, А. С., Директор ГУ «Дирекция Наукограда РФ г. Петергоф»
- Илларионов, Андрей Николаевич, Президент Института экономического анализа, экс-советник по экономике В. Путина (эфир 2011.09.08 часть 1, часть 2)[75]
- Инге-Вечтомов, Сергей Георгиевич, генетик, академик РАН
- Мацих, Леонид Александрович, Доктор филологии и теологии (эфир 2011.07.22)[74]
- Медведев, Святослав Всеволодович, Директор Института мозга человека РАН
- Спасский, Игорь Дмитриевич, генеральный конструктор и начальник ЦКБ морской техники «Рубин»
- Фаддеев, Людвиг Дмитриевич Академик РАН, специалист в области математической физики

### Внешние связи
- Дрозд, Ярослав, Генеральный консул Республики Польша в Санкт-Петербурге (эфир 2011.07.05)[74]
- Рар, Александр, Немецкий политолог, автор книги «Путин. Немец в Кремле»
- Сивицкий, Д. А., Руководитель отделения Посольства Республики Беларусь в РФ в Санкт-Петербурге
- Тянь, Эрлун, Генеральный консул Китайской народной республики (КНР) в Санкт-Петербурге

### Спорт
- Аршавин, Андрей Сергеевич, «Лучший футболист России-2006»
- Егорова, Любовь Ивановна, шестикратная олимпийская чемпионка по лыжным гонкам, Герой Российской Федерации, председатель профильной комиссии Законодательного собрания Санкт-Петербурга по физической культуре и спорту
- Москвина, Тамара Николаевна, заслуженный тренер СССР, тренер олимпийских чемпионов по фигурному катанию Е. Бережной и А. Сихарулидзе
- Тайманов, Марк Евгеньевич, Международный гроссмейстер по шахматам, олимпийский чемпион 1956 года

### Культура
- Альтов, Семён Теодорович, Заслуженный деятель искусств РФ, писатель (эфир 2011.07.29)[74]
- Бортко, Владимир Владимирович, Народный артист РФ, кинорежиссер[75]
- Браун, Дэвид, Лидер и вокалист группы «Brazzaville»
- Ваенга, Елена Владимировна, Певица, автор и исполнитель
- Вельяминов, Пётр Сергеевич, Народный артист РФ, актёр
- Виктюк, Роман Григорьевич, Народный артист Украины, театральный режиссёр
- Губерман, Игорь Миронович, Поэт
- Дятлов, Евгений Валерьевич, Заслуженный артист РФ, актёр театра и кино
- Зара, Певица
- Казаченко, Вадим Геннадиевич, Певец, первый солист поп-группы «Фристайл»
- Кивинов, Андрей Владимирович, Писатель, автор сериала «Улицы разбитых фонарей» (эфир 2011.04.21)
- Крючкова, Светлана Николаевна, Народная артистка РФ, актриса
- Новик, Билли, Лидер и вокалист группы Billy's Band
- Погудин, Олег Евгеньевич, Заслуженный артист РФ, певец
- Садальский, Станислав Юрьевич, Заслуженный артист РФ, актёр[75]
- Самохина, Анна Владленовна, Актриса театра и кино
- Свяцкий, Андрей Святославович, Музыкант, актёр театра и кино, театральный режиссёр
- Сенчина, Людмила Петровна, Народная артистка РФ, певица
- Сокуров, Александр Николаевич, Народный артист РФ, режиссёр
- Стогов, Илья Юрьевич, Писатель (эфир 2011.04.15)
- Шевчук, Юрий Юлианович, Музыкант[75]

## Награды и премии
- Диплом победителя фестиваля «Культурной столице — культуру мира» (Комитет по внешним связям Правительства Санкт-Петербурга).
- Благодарственное письмо Комитета по культуре Правительства Санкт-Петербурга.
- Диплом лауреата Конкурса на лучший материал в средствах массовой информации Санкт-Петербурга, освещающий выборы депутатов Государственной Думы Федерального собрания Российской Федерации пятого созыва и вопросы избирательного законодательства (Санкт-Петербургская избирательная комиссия).
- 2007 — на конкурсе «Мариинский» для журналистов, освещающих деятельность петербургского Законодательного собрания, ведущий телеканала «ВОТ!» Александр Малькевич получил спецприз от фракции КПРФ[86].
- 2008 — благодарность ФСКН России за существенный вклад в организацию работы, направленной на противодействие незаконному обороту наркотических средств и пропаганду здорового образа жизни.
- 2008 — почётная грамота Союза журналистов России за большой вклад в развитие российской журналистики.
- 2013 — на конкурсе Общественного совета по развитию малого предпринимательства при Губернаторе Санкт-Петербурга «СМИ о малом бизнесе — 2013» Анатолий Кутузов — ведущий телеканала «ВОТ!», авторских телепрограмм: «Время действий», «Образований и бизнес», стал победителем в номинации «Лучший журналист Санкт-Петербурга, создающий положительный образ малого предпринимательства»[87].

## Интересные факты
- Организовывая прямые эфиры, телеканал «ВОТ!» освещает актуальные политические события, среди которых избирательная кампания по выборам депутатов Государственной думы Федерального собрания Российской Федерации V созыва[88], отставка председателя Совета Федерации Сергея Миронова[89], и мн. др.
- В марте 2009 г. руководство телеканала «ВОТ!» одобрило показ роликов социальной рекламы, подготовленных департаментом по безопасности дорожного движения МВД РФ и Союзом киноиндустрии России, в то время, как федеральные каналы, сославшись на жестокость материалов, их транслировать отказались[90][91].
- 6 июня 2011 состоялся эфир, посвящённый рекомендации «Комиссии ООН» о необходимости государствам легализовать некоторые наркотики. Гостем программы стал эксперт в области антинаркотической политики Георгий Зазулин[92].
- Ведущие телеканала «ВОТ!» Александр Малькевич и Ирина Яшина в ноябре 2008 г. стали ведущими первого петербургского конкурса красоты для будущих мам «В ожидании чуда»[93][94].
- Ведущий телеканала «ВОТ!» Анатолий Кутузов в 2015 году являлся руководителем образовательной программы «Медиа-поток» Молодёжного Форума «ВсмыслЕ» Правительства Санкт-Петербурга[95], а также в 2013 году «Медиапоток» Федерального Международного Молодёжного Форума «Балтийский Артек», который проводится на берегу Балтийского моря недалеко от Калининграда[96].

## Отзывы и критика
Было приятно, что на ВОТ какого-то «заранее понятного» предубеждения не чувствовалось — уметь слушать, несомненно, великое искусство.Максим Михайленко: «Как я попал в телевизор и наладил общественный диалог между Украиной и Россией», «Еженедельник 2000» (Украина)
С. М. Миронов рассказал и о своих предпочтениях – телеканал Санкт-Петербурга, который, по его оценке, является одним из наиболее оперативных и является «смотрибельным». «Ваше общественное телевидение» – это маленькая студия в подвале, вещание ведется 24 часа в сутки. Оперативность и непредвзятость – её главный конек. Если произошло событие, то через 15 минут в студии уже будет сидеть человек, что-то понимающий в этом вопросе, он это событие прокомментирует.  «Это потрясающе востребовано. Когда событие политическое, они приглашают людей с противоположными точками зрения, и это интересно. Мне не нужно надевать розовые очки, я хочу знать, чем живет страна.«Не забудьте выключить телевизор!» «Народная газета»